# Symplecta gracilis
Symplecta (Psiloconopa) gracilis, Ilisia gracilis
Espèce
Synonymes
- †Ilisia gracilis Théobald, 1937

Symplecta (Psiloconopa) gracilis est une espèce fossile d'insectes diptères de la famille des Limoniidae et du genre Symplecta.

## Classification
L'espèce Symplecta (Psiloconopa) gracilis est initialement décrite en 1937 par le paléontologue français Nicolas Théobald (1903-1981) dans sa thèse sous le protonyme Ilisia gracilis. 

### Fossiles
L'holotype A.1004, de l'ère Cénozoïque et de l'époque Oligocène (33,9 à 23,03 Ma), fait partie de la collection personnelle de Nicolas Théobald et vient du gypse d'Aix-en-Provence.

### Renommage
L'espèce s'appelle aussi, depuis 1994 et selon l'entomologiste américain Neal Luit Evenhuis (1952-), Symplecta (Psiloconopa) gracilis Théobald 1937 selon Fossilworks,.

### Étymologie
L'épithète spécifique latine gracilis signifie « mince ».

### Publication originale
- [1937] Nicolas Théobald, « Les insectes fossiles des terrains oligocènes de France 473 p., 17 fig., 7 cartes,13 tables, 29 planches hors texte », Bulletin Mensuel de la Société des Sciences de Nancy et Mémoires de la Société des sciences de Nancy, Imprimerie G. Thomas,‎ 1937, p. 1-473 (ISSN 1155-1119 et 2263-6439, OCLC 786027547). .

## Description

### Caractères
La diagnose de Nicolas Théobald en 1937, : 

« Insecte de petite taille, grêle, brun noirâtre, ailes claires. Tête mal conservée, montre encore un œil à facettes de chaque côté, un fragment d'antennes pluriarticulées, homonomes. Thorax ovale subcylindrique. Abdomen allongé, cylindrique, étiré en pointe à l'extrémité ; segmentation peu visible. Pattes grêles, finement velues, cuisses allongées jaunâtres; tibias allongés, jaunes avec extrémité noire sans éperons; tarses grêles, le 1er article très long, le 5e porte deux griffes. ailes claires à nervures brunes. Sur l'échantillon les ailes ont repliées; la nervation déchiffrée donne la figure suivante (v fig 9a de la pl. XXIII). »

### Dimensions
La longueur totale est de 5,5 mm ; la tête a une longueur de 0,5 mm ; le thorax a une longueur de 1 mm ; l'abdomen a une longueur de 4 mm ; les ailes ont une longueur de 5,5 mm.

### Affinités
Nicolas Théobald était certain de l'appartenance de l'insecte à la tribu des Eriopterini. Par ses ailes non velues et leur nervation, il semblait faire partie du genre Ilisia. N. L. Evenhuis l'a reclassé dans le genre Symplecta.

## Biologie
Ces petits insectes se rencontrent dans des lieux marécageux, surtout dans les bois humides. Les larves semblent vivre des végétaux en décomposition .

## Galerie

Fossile Ilisia gracilis en 1937 par N. Théobald, Diptères du Stampien d'Aix-en-Provence.
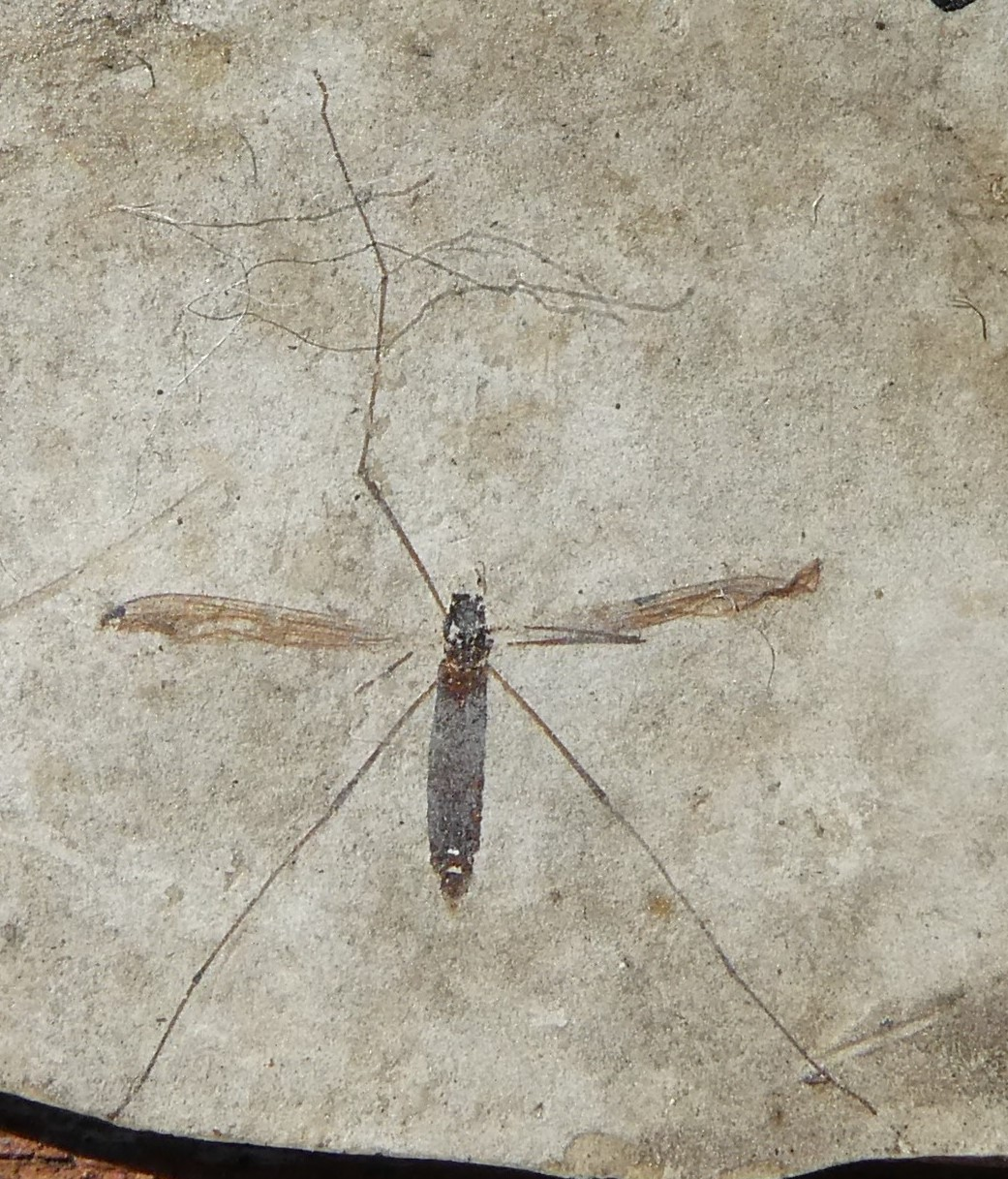
zoom de l'holotype
- Ilisia gracilis holotype éch. A1004 p. 345 pl. XXIII.
- Ilisia gracilis holotype éch. A1004 aile p. 345 pl. XXIII.